# Комір Віталій Михайлович
Ко́мір Віта́лій Миха́йлович (нар. 9 листопада 1936, Черкаси, Київська область — пом. 17 грудня 2014, Кременчук, Полтавська область) — український науковець-знавець гірничої справи, механіки та технології вибухового руйнування порід. Доктор технічних наук, почесний професор кафедри «Технічна механіка» Кременчуцького національного університету ім. М. Остроградського. 1985 року нагороджений Грамотою Президії ВР УРСР, 2005 — знаком «За наукові досягнення», 2006 — «Петро Могила», почесними грамотами державної, Полтавської обласної та Кременчуцької міської адміністрацій, 2008 — почесний громадянин Кременчука. 

## Короткий життєпис
1959 року закінчив навчання на шахтобудівному факультеті Дніпропетровського ордена Трудового Червоного Прапора гірничого інституту ім. Артема, по фаху «будівництво гірничих підприємств», гірничий інженер-шахтобудівник.
1965 року захистив кандидатську дисертацію, 1968 — старший науковий співробітник.
1973 року захищає докторську дисертацію, 1979 — професор.
У 1973 році прийнятий на посаду професора Кременчуцького загальнотехнічного факультету Харківського автодорожнього інституту.
1989 року нагороджений Премією Академії наук УРСР ім. О. М. Динника «за цикл робіт у галузі вибухового руйнування гірських порід».
Є одним із засновників наукової школи «Механіка вибуху та ресурсозберігаючі екологічно надійні технології керованого вибухового руйнування гірських порід» — започаткував в Інституті геотехнічної механіки АН УРСР протягом 1967–1973 років, цю роботу продовжив з 1974 продовжив у Кременчуцькому університеті.
Він стояв біля початків Кременчуцького університету, створював матеріальну базу, усе своє життя присвятив науці й благородній справі підготовки й виховання інженерних і наукових кадрів для нашого міста та держави. Під його керівництвом в університеті створена одна з кращих у країні навчальних лабораторій з опору матеріалів. 33 роки був беззмінним керівником кафедри технічної механіки, першим у Кременчуці отримав звання професора і доктора технічних наук
2006 року нагороджений дипломом лауреата конкурсу «Людина року» в номінації «Вчений року».
Як педагог керував захистом 33 кандидатських та двох докторських дисертацій.
В рамках роботи наукової школи отримано понад 40 авторських свідоцтв на винаходи, деякі впроваджені на підприємствах України.
Серед наукового доробку — понад 250 наукових статей, 7 науково-технічних книг, 5 брошур, «Довідковий посібник по вибухових роботах в будівництві».
2006 року нагороджений дипломом лауреата конкурсу «Людина року» в номінації «Вчений року».
Професор КрНУ Віталій Михайлович Комір — єдиний кременчужанин, чиї робот цитувала Велика радянська енциклопедія.

## Вшанування пам'яті
- 8 листопада 2016 р. біля входу до 2 корпусу Кременчуцького національного університету імені Михайла Остроградського, який був побудований саме завдяки старанням та ентузіазму професора В.М.Коміра, відкрита меморіальна дошка.

## Джерело
- Наші ювіляри [Архівовано 15 Квітня 2018 у Wayback Machine.]

1. ↑  Рішення XXXII сесії Кременчуцької міської ради від 23.09.2008 «Про присвоєння звання «Почесний громадянин Кременчука» професору Коміру В.М.
2. ↑  Почетные граждане Кременчуга. Всі новини Кременчука на сайті Кременчуцький ТелеграфЪ (укр.). Процитовано 19 червня 2023.
3. ↑  Ушёл из жизни Почётный гражданин Кременчуга Виталий Комир. Всі новини Кременчука на сайті Кременчуцький ТелеграфЪ (укр.). Процитовано 19 червня 2023.

| Володимир Вернадський | Це незавершена стаття про українського науковця. Ви можете допомогти проєкту, виправивши або дописавши її. |